# Bola Ige
Bola Ige, né James Ajibola Idowu Ige le 13 septembre 1930 à Zaria (État de Kaduna) et mort assassiné le 23 décembre 2001 à Ibadan, est un avocat et homme politique nigérian.

## Biographie
D'ethnie yoruba, il quitte sa région natale à l'adolescence et s'installe à Ibadan, où il étudie à l'université. Il poursuit ses études à l'University College de Londres, où il obtient un diplôme en droit (1959) et est accepté au barreau de Londres (1961).
Il rentre au Nigeria, ouvre son cabinet d'avocat et participe activement à la vie politique en devenant membre de l'Action Group. De 1967 à 1970, il est commissaire à l'agriculture dans la région du Nigeria occidental. 
Proche du général Olusegun Obasanjo, il est élu gouverneur de l'État d'Oyo en 1979, mais il est battu aux élections suivantes, en 1983. Quelques mois plus tard, après le coup d'État du général Muhammadu Buhari, il est accusé de corruption et emprisonné. Il est relâché en 1985, à la suite d'un nouveau coup d'État, et se consacre à nouveau à ses activités d'avocat et à l'écriture (People, Politics And Politicians of Nigeria: 1940–1979). 
Après la restauration de la démocratie, en 1999, Bola Ige est nommé ministre des Mines et de l'Énergie (1999-2000), puis ministre de la Justice (2000-2001). À ce poste, il s'oppose fermement à l'instauration de la charia dans le nord du pays,. 

## Mort
Il est assassiné par arme à feu à son domicile le 23 décembre 2001 dans un contexte d'agitation politique nationale. En réaction, le président Olusegun Obasanjo envoie des troupes dans la région pour rétablir l'ordre. Les auteurs de son assassinat n'ont pas été retrouvés.